# Torneo Acropolis 1998
Il Torneo 'Acropolis' 1998 si è svolto dal 19 al 21 luglio 1998.

Gli incontri si sono svolti nell'impianto ateniese "Olympiahalle".

## Squadre partecipanti
1. College NCAA
2. Giappone
3. Grecia
4. Polonia

## Risultati
| Atene 19 luglio 1998 | Grecia | 98 – 49 | Giappone | Olympiahalle |

| Atene 19 luglio 1998 | Polonia | 70 – 73 | College NCAA | Olympiahalle |

| Atene 20 luglio 1998 | Grecia | 88 – 39 | Polonia | Olympiahalle |

| Atene 20 luglio 1998 | College NCAA | 80 – 79 | Giappone | Olympiahalle |

| Atene 21 luglio 1998 | Grecia | 75 – 56 | College NCAA | Olympiahalle |

| Atene 21 luglio 1998 | Polonia | 66 – 61 | Giappone | Olympiahalle |

## Classifica Finale
| -  | Team         | PT | V - P | PF - PS   |
| -- | ------------ | -- | ----- | --------- |
| 1. | Grecia       | 6  | 3 - 0 | 264 - 144 |
| 2. | College NCAA | 4  | 2 - 1 | 209 - 227 |
| 3. | Polonia      | 2  | 1 - 2 | 175 - 222 |
| 4. | Giappone     | 0  | 0 - 3 | 189 - 244 |

## MVP
| Titolo | Giocatore         | Nazionalità |
| ------ | ----------------- | ----------- |
| MVP    | Euthymīs Rentzias | Grecia      |